# Бугера ель Уафі
Ахмед Бугера ель Уафі (фр. Ahmed Boughèra El Ouafi; араб. أحمد بوغيرا العوافي; нар. 15 жовтня 1898 — пом. 18 жовтня 1959) — французький легкоатлет алжирського походження, який спеціалізувався в марафонському бігу.

## Із життєпису
Виявив задатки до стаєрського бігу під час військової служби у французькому Алжирі, справив враження на військових спортивних змаганнях у Франції та був включений до складу французької команди на Ігри-1924, де посів сьоме місце на марафонській дистанції.
Тріумфував у 1928 на наступній Олімпіаді в Амстердамі, здобувши «золото» в марафонській дисципліні.
Після Ігор-1928 взяв участь у спортивному турне до США, зароблені гроші в якому позбавляли його за тогочасними правилами можливості брати в подальшому участь у змаганнях ІААФ.
По завершенні спортивної кар'єри володів кав'ярнею у Парижі.
Останні роки життя провів у бідності.
Трагічно загинув внаслідок інциденту в кав'ярні у Сен-Дені у 61-річному віці.

## Основні міжнародні виступи
| Рік  | Змагання         | Місто     | Місце | Дисципліна |
| ---- | ---------------- | --------- | ----- | ---------- |
| 1924 | Олімпійські ігри | Париж     | 7     | марафон    |
| 1928 | Олімпійські ігри | Амстердам | 1     | марафон    |